# خط طول 121° شرق
خط طول 121° شرق هو أحد خطوط الطول الجغرافية، والتي تمتد من القطب الشمالي الجغرافي إلى القطب الجنوبي الجغرافي، وحسب التحويل الزمني يتقدم خط طول 121° شرق عن خط غرينتش بـ8 ساعات و4 دقائق.

## من القطب إلى القطب
ينطلق خط طول 121° شرق من القطب الشمالي نحو القطب الجنوبي مرورا بالمناطق التي ترد في الجدول التالي:
| الإحداثيات                           | البلد أو الإقليم أو البحر | ملاحظات |
| ------------------------------------ | ------------------------- | --- |
| 90°0′N 121°0′E / 90.000°N 121.000°E  | المحيط المتجمد الشمالي    | |
| 78°15′N 121°0′E / 78.250°N 121.000°E | بحر لابتيف                | |
| 72°56′N 121°0′E / 72.933°N 121.000°E | روسيا                     | ياقوتيا أوبلاست أمور — من 57°3′N 121°0′E / 57.050°N 121.000°E كراي عبر البايكال — من 56°3′N 122°0′E / 56.050°N 122.000°E                                        |
| 53°17′N 121°0′E / 53.283°N 121.000°E | جمهورية الصين الشعبية     | منغوليا الداخلية لياونينغ – من 42°15′N 121°0′E / 42.250°N 121.000°E                                                                                             |
| 40°50′N 121°0′E / 40.833°N 121.000°E | البحر الأصفر              | خليج لياودونغ · مرورا بغرب the شبه جزيرة لياودونغ، لياونينغ, جمهورية الصين الشعبية (في 38°55′N 121°5′E / 38.917°N 121.083°E) · بحر بوهاي                        |
| 37°44′N 121°0′E / 37.733°N 121.000°E | جمهورية الصين الشعبية     | شاندونغ – Shandong Peninsula |
| 36°36′N 121°0′E / 36.600°N 121.000°E | البحر الأصفر              | |
| 33°17′N 121°0′E / 33.283°N 121.000°E | بحر الصين الشرقي          | |
| 32°32′N 121°0′E / 32.533°N 121.000°E | جمهورية الصين الشعبية     | جيانغسو شانغهاي – من 31°8′N 121°0′E / 31.133°N 121.000°E تشيجيانغ – من 30°50′N 121°0′E / 30.833°N 121.000°E                                                     |
| 30°34′N 121°0′E / 30.567°N 121.000°E | خليج هانغتشو              | |
| 32°32′N 121°0′E / 32.533°N 121.000°E | جمهورية الصين الشعبية     | Zhejiang |
| 28°7′N 121°0′E / 28.117°N 121.000°E  | بحر الصين الشرقي          | |
| 25°20′N 121°0′E / 25.333°N 121.000°E | مضيق تايوان               | |
| 24°57′N 121°0′E / 24.950°N 121.000°E | جمهورية الصين             | جزيرة تايوان – تملكه جمهورية الصين الشعبية |
| 22°35′N 121°0′E / 22.583°N 121.000°E | المحيط الهادئ             | بحر الفلبين |
| 21°48′N 121°0′E / 21.800°N 121.000°E | بحر الصين الجنوبي         | |
| 18°36′N 121°0′E / 18.600°N 121.000°E | الفلبين                   | جزيرة لوزون – مرورا عبر مانيلا (في 14°35′N 121°0′E / 14.583°N 121.000°E)                                                                                        |
| 13°47′N 121°0′E / 13.783°N 121.000°E | Isla Verde Passage        | |
| 13°27′N 121°0′E / 13.450°N 121.000°E | الفلبين                   | جزيرة ميندورو |
| 12°25′N 121°0′E / 12.417°N 121.000°E | بحر سولو                  | مرورا عبر the Cuyo Islands, الفلبين (في 11°0′N 121°0′E / 11.000°N 121.000°E) · مرورا بغرب the Cagayan Islands, الفلبين (في 11°0′N 121°0′E / 11.000°N 121.000°E) |
| 6°11′N 121°0′E / 6.183°N 121.000°E   | الفلبين                   | جزيرة Jolo و smaller neighbouring islands |
| 5°40′N 121°0′E / 5.667°N 121.000°E   | بحر سيليبس                | |
| 1°21′N 121°0′E / 1.350°N 121.000°E   | إندونيسيا                 | جزيرة سولاوسي (Minahassa Peninsula) |
| 0°26′N 121°0′E / 0.433°N 121.000°E   | Gulf of Tomini            | |
| 1°25′S 121°0′E / 1.417°S 121.000°E   | إندونيسيا                 | جزيرة سولاوسي |
| 2°41′S 121°0′E / 2.683°S 121.000°E   | Gulf of Boni              | |
| 3°15′S 121°0′E / 3.250°S 121.000°E   | إندونيسيا                 | جزيرة سولاوسي |
| 3°39′S 121°0′E / 3.650°S 121.000°E   | Gulf of Boni              | |
| 5°25′S 121°0′E / 5.417°S 121.000°E   | بحر باندا                 | |
| 7°17′S 121°0′E / 7.283°S 121.000°E   | إندونيسيا                 | جزر سيلايار |
| 7°20′S 121°0′E / 7.333°S 121.000°E   | بحر فلوريس                | |
| 8°23′S 121°0′E / 8.383°S 121.000°E   | إندونيسيا                 | جزيرة جزيرة فلوريس (إندونيسيا) |
| 8°58′S 121°0′E / 8.967°S 121.000°E   | بحر سافو                  | |
| 10°39′S 121°0′E / 10.650°S 121.000°E | المحيط الهندي             | |
| 19°36′S 121°0′E / 19.600°S 121.000°E | أستراليا                  | أستراليا الغربية |
| 33°52′S 121°0′E / 33.867°S 121.000°E | المحيط الهندي             | Australian authorities consider this to be part of the المحيط الجنوبي[1][2]                                                                                     |
| 60°0′S 121°0′E / 60.000°S 121.000°E  | المحيط الجنوبي            | |
| 66°48′S 121°0′E / 66.800°S 121.000°E | القارة القطبية الجنوبية   | الإقليم الأسترالي في القارة القطبية الجنوبية، المطالب الإقليمية بالقارة القطبية الجنوبية by أستراليا                                                            |